# James Marsh
James Marsh (Truro, Cornualha, 30 de abril de 1963) é um diretor de cinema inglês, mais conhecido por seu trabalho em Man on Wire, vencedor do Oscar de Melhor Documentário, e The Theory of Everything, a cinebiografia premiada do físico Stephen Hawking, lançado em 2014.
Dirigiu o filme Wisconsin Death Trip, estrelado por Marcus Monroe e Ian Holm.
Em 2008 fez o documentário Man on Wire, sobre a travessia do equilibrista Philippe Petit sobre as torres gêmeas do World Trade Center, através de um cabo de aço. Man on Wire foi premiado em vários festivais, ganhando o Oscar de melhor documentário na 81ª edição do festival. O filme teve uma recepção imensamente positiva de crítica e público.
Em 2014, dirigiu o filme The Theory of Everything, que mostra as descobertas de Stephen Hawking sobre o tempo, o seu relacionamento com Jane Wide e a descoberta da doença motora degenerativa quando tinha apenas 21 anos. O filme recebeu cinco indicações ao Oscar 2015.